# Gonioscelis maculiventris
Gonioscelis maculiventris là một loài ruồi trong họ Asilidae. Gonioscelis maculiventris được Bigot miêu tả năm 1879. Loài này phân bố ở vùng nhiệt đới châu Phi.